# Mladoturci

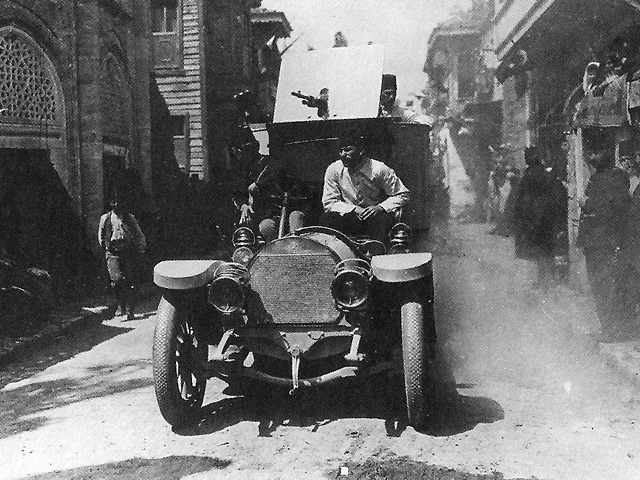
Příjezd mladotureckých revolucionářů do Istanbulu v roce 1909.

Mladoturci bylo politické hnutí v osmanském Turecku, jehož počátky sahaly do 70. let 19. století.

## Historie
Cílem hnutí bylo prosadit politické a společenské reformy. Angažovalo se v něm i mnoho příslušníků armády (osmánští důstojníci byli nuceni učit se francouzsky a získali tak příležitost seznámit se s dějinami Francie a s cíli francouzské revoluce).
Od roku 1876 se stoupenci tohoto hnutí ilegálně snažili o liberální reformy a o ústavní státní formu. Roku 1907 založili v Soluni (dnes v Řecku) výbor „Jednota a pokrok“ a v roce 1908 provedli revoluční převrat, v jehož důsledku byl sultán Abd al-Hamid II. donucen roku 1909 k abdikaci. Mladoturci, kteří se nyní organizovali jako strana, vytvořili až do roku 1918 vládu (až na krátké období 1912/1913).
Od roku 1913 Mladoturky už plně ovládali tzv. „Tři pašové“, jednalo se o Talata Pašu, Envera Pašu a Džamala Pašu, kteří tak měli pod svou kontrolou celou Osmanskou říši.
Dne 2. srpna 1914 uzavřeli její zástupci tajnou smlouvu s Německem, Osmánská říše vstoupila do války. Mladoturci během 1. světové války zorganizovali genocidu Arménů. Pod dojmem hrozícího kolapsu koncem války byla jejich vláda sesazena. Vůdci Mladoturků („tři pašové“) a část jejich stoupenců prchla do zahraničí, větší část pak vstoupila do Lidové strany Mustafy Kemala – Atatürka, který Mladoturky po založení republiky v roce 1923 zakázal.